# 캐슬린 록하트
캐슬린 록하트(Kathleen Lockhart, 1894년 8월 9일 ~ 1978년 2월 18일)는 영국의 배우, 연극 배우, 영화배우이다.

## 영화
- 글렌 밀러 스토리 (1954년) - 미시즈 밀러 역
- 워킹 마이 베이비 백 홈 (1953년)
- 플리머스 어드벤쳐 (1952년)
- 아이드 클림 더 하이스트 마운틴 (1951년)
- 낯선 여인 (1946년)
- 러브 크레이지 (1941년)
- 크리스마스 캐롤 (1938년)
- 스윗하츠 (1938년)
- 기브 미 어 세일러 (1938년)